# سينونيكس
سينونيكس (بالإنجليزية: Sinonyx)‏ هو آكل لحوم بدائي من ذوات الحوافر حجمه بحجم الذئب تقريباً من ضرب اللقمانيات بطول المتر والنصف (5 أقدام)، له أقدام قصيرة وحوافر صغيرة، وقد عاش في آخر العصر الباليوسيني قبل حوالي 60 مليون عام.
له العديد من الصفات المميزة التي تربط السينونيكس مع الحيتان والتي تبيّن أنهم أقرباء تطوّريون تشمل خطماً طويلاً وثقبةً وداجيّةً متوسّعةً وعظام قاعدة الجمجمة قصيرة.